# Front Side Bus
Front Side Bus (FSB, системная шина) — шина, обеспечивающая соединение между x86/x86-64-совместимым центральным процессором и внутренними устройствами.
Как правило, соединение устроено следующим образом:
- Микропроцессор через FSB подключается к системному контроллеру, который обычно называют «северным мостом», (англ. Northbridge).
- Системный контроллер имеет в своём составе контроллер ОЗУ, а также контроллеры шин, к которым подключаются периферийные устройства.

Получил распространение подход, при котором к северному мосту подключаются наиболее производительные периферийные устройства, например, видеокарты с шиной PCI Express x16, а менее производительные устройства (микросхема BIOS'а, устройства с шиной PCI) подключаются к «южному мосту» (англ. Southbridge), который соединяется с северным мостом специальной шиной. Набор из «южного» и «северного» мостов называют набором системной логики, но чаще применяется калька с английского языка «чипсет» (англ. chipset).
Таким образом, FSB работает в качестве магистрального канала между процессором и чипсетом.
Некоторые компьютеры имеют внешнюю кэш-память, подключённую через «заднюю» шину (англ. back side bus), которая быстрее, чем FSB, но работает только со специфичными устройствами.
Каждая из вторичных шин работает на своей частоте (которая может быть как выше, так и ниже частоты FSB). Иногда частота вторичной шины является производной от частоты FSB, иногда задаётся независимо.

## Параметры FSB у некоторых микропроцессоров
| Процессор                                      | частота FSB                           | Тип FSB           | Теоретическая пропускная способность          |
| ---------------------------------------------- | ------------------------------------- | ----------------- | --------------------------------------------- |
| Pentium II                                     | 66 / 100 МГц                          | GTL+              | 533 / 800 МБ/с                                |
| Pentium III                                    | 100 / 133 МГц                         | AGTL+             | 800 / 1066 МБ/с                               |
| Pentium 4                                      | 100 / 133 / 200 МГц                   | QPB               | 3200 / 4266 / 6400 МБ/с                       |
| Pentium M                                      | 100 / 133 МГц                         | QPB               | 3200 / 4266 МБ/с                              |
| Pentium D                                      | 133 / 200 МГц                         | QPB               | 4266 / 6400 МБ/с                              |
| Pentium 4 EE                                   | 200 / 266 МГц                         | QPB               | 6400 / 8533 МБ/с                              |
| Intel Core                                     | 133 / 166 МГц                         | QPB               | 4266 / 5333 МБ/с                              |
| Intel Core 2                                   | 200 / 266 / 333 / 400 МГц             | QPB               | 6400 / 8533 / 10660 / 12800 МБ/с              |
| Xeon — ядро Intel P6                           | 100 / 133 МГц                         | GTL+              | 800 / 1066 МБ/с                               |
| Xeon — ядро NetBurst                           | 100 / 133 / 166 / 200 / 266 / 333 МГц | QPB               | 3200 / 4266 / 5333 / 6400 / 8533 / 10660 МБ/с |
| Xeon — ядро Penryn                             | 266 / 333 / 400 МГц                   | QPB               | 8533 / 10660 / 12800 МБ/с                     |
| Athlon                                         | 100 / 133 МГц                         | EV6               | 1600 / 2133 МБ/с                              |
| Athlon XP                                      | 133 / 166 / 200 МГц                   | EV6               | 2133 / 2666 / 3200 МБ/с                       |
| Почти все AMD K8 Athlon 64/FX/Opteron          | 800 / 1000 МГц                        | HyperTransport v1 | 6400 / 8000 МБ/с                              |
| AMD K8 и все K10 Turion 64 X2/Phenom/Phenom II | 1600 / 1800 / 2000 МГц                | HyperTransport v3 | 12800 / 14400 / 16000 МБ/с                    |
| PowerPC 970                                    | 900 / 1000 / 1250 МГц                 | —                 | 7200 / 8000 / 10000 МБ/с                      |
| Замечания: 1. 2.                               |                                       |                   |                                               |

## Влияние на производительность компьютера

### Частота процессора
Частоты, на которых работают центральный процессор и FSB, имеют общую опорную частоту, и в конечном счёте определяются, исходя из их коэффициентов умножения (частота устройства = опорная частота * коэффициент умножения).

### Память
Следует выделить два случая:

#### Контроллер памяти в системном контроллере
До определённого момента в развитии компьютеров частота работы памяти совпадала с частотой FSB. Это, в частности, касалось чипсетов на сокете LGA 775, начиная с 945GC и вплоть до X48.
То же касалось и чипсетов NVIDIA для платформы LGA 775 (NVIDIA GeForce 9400, NVIDIA nForce4 SLI/SLI Ultra и др.)
Спецификации стандартов системной шины чипсетов на сокете LGA 775 и оперативной памяти DDR3 SDRAM
| Стандартное название | Частота памяти, МГц | Время цикла, нс | Частота шины, МГц | Эффективная (удвоенная) скорость, млн. передач/с | Название модуля  | Пиковая скорость передачи данных при 64-битной шине данных в одноканальном режиме, МБ/с |
| -------------------- | ------------------- | --------------- | ----------------- | ------------------------------------------------ | ---------------- | --------------------------------------------------------------------------------------- |
| DDR3‑800             | 100                 | 10,00           | 400               | 800                                              | PC3‑6400         | 6400                                                                                    |
| DDR3‑1066            | 133                 | 7,50            | 533               | 1066                                             | PC3‑8500         | 8533                                                                                    |
| DDR3‑1333            | 166                 | 6,00            | 667               | 1333                                             | PC3‑10600        | 10667                                                                                   |
| DDR3‑1600            | 200                 | 5,00            | 800               | 1600                                             | PC3‑12800        | 12800                                                                                   |
| DDR3‑1866 (O.C.)     | 233 (O.C.)          | 4,29 (O.C.)     | 933 (O.C.)        | 1866 (O.C.)                                      | PC3‑14900 (O.C.) | 14933 (O.C.)                                                                            |

O.C. — в режиме overclocking (разгона)
Поскольку процессор работает с памятью через FSB, то производительность FSB является одним из важнейших параметров такой системы.
На современных персональных компьютерах, начиная с сокета LGA 1366 частоты компьютерной шины, которая называется QuickPath Interconnect, и шины памяти могут различаться.

### Периферийные шины
Существуют системы, преимущественно старые, где FSB и периферийные шины ISA, PCI, AGP имеют общую опорную частоту, и попытка изменения частоты FSB не посредством её коэффициента умножения, а посредством изменения опорной частоты приведёт к изменению частот периферийных шин, и даже внешних интерфейсов, таких как Parallel ATA. На других системах, преимущественно новых, частоты периферийных шин не зависят от частоты FSB.
В системах с высокой интеграцией контроллеры памяти и периферийных шин могут быть встроены в процессор, и сама FSB в таких процессорах отсутствует принципиально. К таким системам можно отнести, например, платформу Intel LGA1156.